# Technomyrmex deletus
Technomyrmex deletus é uma espécie de formiga do gênero Technomyrmex, subfamília Dolichoderinae. A espécie foi identificada por Emery em amostras de âmbar da Sicília.